# Jorge Molina Enríquez
Jorge Molina Enríquez (nacido el 5 de febrero de 1966 en Palma Soriano, Santiago de Cuba), es un director de cine cubano.

## Biografía
Molina estudió realización en el Instituto Estatal de Cine de Moscú. Posteriormente regresó a Cuba para estudiar dirección en la Escuela Internacional de Cine y TV de San Antonio de los Baños, graduándose en 1992. Es de los pocos cineastas cubanos que incursionan en el cine fantástico y de horror, además de incorporar un alto componente sexual en sus filmes. La obra de Molina se encuentra totalmente marginada por el Instituto Cubano de Arte e Industria Cinematográficos (ICAIC) y sus circuitos de distribución, distribuyéndose a través del mercado alternativo de Cuba. Los bajos presupuestos que maneja para la realización de sus filmes no le impiden lograr una gran calidad visual y técnica. Unido a su faceta como director, Molina ha interpretado varios papeles en filmes propios, o de otros realizadores, entre los que se encuentran apariciones memorables en películas de Fernando Pérez Valdés como Madagascar, La vida es silbar, Madrigal, y como co-protagónico en Juan de los muertos de Alejandro Brugués.
Su interés constante en abordar los elementos oscuros de la naturaleza humana, utilizando un ecléctico universo de referencias cinematográficas, lo convierten en uno de los realizadores más atípicos y a contracorriente en la historia del cine cubano. Ha sido uno de los primeros autores cubanos que ha buscado financiación para su obra mediante micromecenazgos.

## Filmografía
- Molina´s Culpa (1992) – Ficción, 18 minutos
- Fría Jennie (2000) – Ficción, 10 minutos
- Molina´s Test (2001) – Ficción, 25 minutos
- Molina´s Solarix (2006) – Ficción, 24, minutos
- Molina´s Mofo (2008) – Ficción, 40 minutos
- Molina´s El hombre que hablaba con Marte (2009) – Ficción, 29 minutos
- Molina´s Fantasy (2009) – Ficción, 10 minutos
- Molina´s Ferozz (2010) – Ficción, 73 minutos
- Molina's Borealis (2013) - cortometraje de ficción.
- Sarima a.k.a Molina's Borealis 2 (2014) cortometraje de ficción.
- Molina's Rebecca (2016) - cortometraje
- Molina’s Margarita (2018) - Mediometraje de ficción.
- La última pelea (2024) - cortometraje de ficción.
- Molina´s Redemption (2025) - En preproducción.